# Acido selenico
L'acido selenico è l'ossoacido del selenio esavalente, avente formula molecolare H2SeO4 o, in forma semistrutturale, (O=)2Se(OH)2. La molecola è tetraedrica con l'atomo di selenio al centro (Se ibrido sp3), analoga e isoelettronica di valenza a quella dell'acido solforico H2SO4, con il quale l'acido selenico ha in comune molte proprietà mentre, a parte valenza e stato di ossidazione, risulta essere parecchio diverso dall'acido tellurico già a partire dalla formula molecolare: H6TeO6 o Te(OH)6.

## Proprietà e struttura
L'acido selenico si presenta a temperatura ambiente in forma di cristalli incolori fortemente igroscopici e deliquescenti, aghiformi o prismatici, solubilissimi in acqua, che a 58 °C fondono in un liquido viscoso incolore. Come il solforico, l'acido selenico è un acido biprotico forte in prima dissociazione e debole in seconda; tuttavia, in quest'ultima si mostra leggermente più forte del solforico: pKa2(H2SeO4) = 1,7, contro 1,99 di H2SO4. Come l'acido solforico, è fortemente disidratante (anche in soluzione concentrata) e può carbonizzare molte sostanze organiche; forma diversi idrati, in particolare, H2SeO4 · H2O (p. f. 26 °C) e H2SeO4 · 4 H2O (p. f. 52 °C). I suoi sali sono spesso isomorfi ai solfati, ricalcandone anche le solubilità in acqua; in particolare il selenato di bario (BaSeO4) e quello di piombo (PbSeO4) risultano praticamente insolubili in acqua. Inoltre, l'acido selenico si combina facilmente con la sua anidride (SeO3) dando l'acido piroselenico (H2Se2O7) in cui un ossigeno a ponte collega due gruppi −SeO3H, del tutto analogo al pirosolforico (H2S2O7). In analogia al'acido perossimonosolforico (acido di Caro, H2SO5), esiste l'acido monoperossiselenico H2SeO5.
L'acido selenico si differenzia notevolmente dall'acido solforico, invece, in quanto ha proprietà decisamente ossidanti. Questo comportamento riguarda il selenio esavalente ed è una caratteristica comune ad altri elementi del 4 ° periodo che vengono dopo la prima serie di transizione nelle loro valenze massime, in particolare As(V), Se(VI) e Br(VII); la condizione di tali elementi è nota con l'espressione «riluttanza ad assumere la massima valenza» ed è in linea anche con il concetto affine di coppia inerte che si osserva per i sottostanti elementi del 6° periodo che vengono appena dopo la terza serie di transizione.

### Struttura
Nella molecola dell'acido selenico il selenio è al centro di un tetraedro distorto ai cui vertici sono posti due ossigeni, legati con doppio legame e due ossidrili, con legami semplici. La distanza Se−O nel selenato di potassio K2SeO4, in quanto specie rappresentativa per lo ione selenato, è di 164,8 pm; come atteso per il maggior raggio covalente del selenio rispetto allo zolfo, questa distanza è un po' maggiore della distanza S−O nell'analogo solfato di potassio (K2SO4), che ammonta a 147 pm.

## Sintesi e reattività
A differenza che nel caso dell'acido solforico, il metodo di preparazione dell'acido per reazione diretta dell'anidride con l'acqua non risulta pratico per l'acido selenico. Può essere preparato per azione di ossidanti forti su selenio, diossido di selenio, o acido selenioso:
{\displaystyle {\ce {Se + 3 Cl2 + 4 H2O -> H2SeO4 + 6 HCl}}}
{\displaystyle {\ce {SeO2 + H2O2 -> H2SeO4}}}
{\displaystyle {\ce {5 H2SeO3 + 2 MnO4- + H+ -> 5 HSeO4- + 2 Mn^2+ + 3H2O}}}
L'ossidazione dell'acido selenioso può anche essere effettuata con fluoro, acido clorico o ozono; l'ossidazione con cloro non è completa ed è reversibile. Un'altra via consiste nell'ossidazione elettrolitica dell'acido selenioso e in tal modo la reazione può essere completa.
L'acido selenico partecipa dell'instabilità generale dei composti del selenio esavalente: per riscaldamento intorno a 200 °C inizia a decomporsi in acido selenioso rilasciando ossigeno:
2 H2SeO4  →  2 H2SeO3 + O2 ↑
Poi, verso i 260 °C la reazione diviene più rapida e l'acido selenioso prodotto si disidrata a SeO2. Per confronto, l'analoga reazione per l'acido solforico, più stabile, avviene intorno al raggiungimento del suo punto di ebollizione, a circa 300 °C.
Inoltre, ha spiccate proprietà ossidanti: E°(HSeO4− / HSeO3−) = 1,15 V in ambiente acido, riuscendo ad ossidare reversibilmente lo ione cloruro a cloro elementare:
{\displaystyle {\ce {H2SeO4 + 2 HCl -> Cl2 + H2SeO3 + H2O}}}
In presenza di quantità anche molto piccole di cloruro, che funge da catalizzatore, l'acido selenico riesce ad attaccare l'oro ossidandolo a ione auroso [E°(AuCl2− / Au) =1,154 V]:
{\displaystyle {\ce {2 Au + 3 HSeO4- + 9 H+ -> 2 Au+ + 3 H2SeO3 + 3 H2O}}}
In assenza di cloruri, ma a caldo, almeno a 230 °C, attacca l'oro dando soluzioni di selenato aurico [Au(III)]:
2 Au + 6 H2SeO4  →  Au2(SeO4)3 + 3 H2SeO3 + 3 H2O
In assenza di complessanti l'ossidazione dell'oro elementare ad Au(III) è più facile di quella ad Au(I): E°(Au(III) / Au) =1,52 V, E°(Au(I) / Au) =1,83 V.
Tuttavia, in queste ed altre reazioni di ossidazione l'acido selenico non è cineticamente veloce.
L'acido selenico reagisce con il fluoruro di selenoile per dare l'acido fluoroselenico, facilmente idrolizzabile, che è del tutto analogo all'acido fluorosolforico HSO3F (che invece si idrolizza con difficoltà):
H2SeO4 + SeO2F2  →  2 HSO3F